# Narcissliljesläktet
Narcissliljesläktet (Ismene) är ett växtsläkte i familjen amaryllisväxter med 11 arter från Centralamerika och Sydamerika. 
Släktet skiljs från det närstående spindelliljesläktet (Hymnocallis) genom att bladen är förenade till en så kallad falsk stam, vilket spindelliljorna saknar. Ståndarna är korta och krökta, medan spindelliljorna har långa raka ståndare.

## Bildgalleri

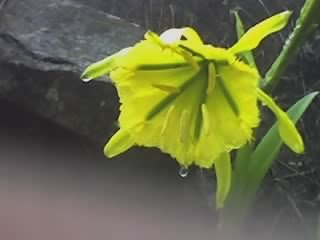
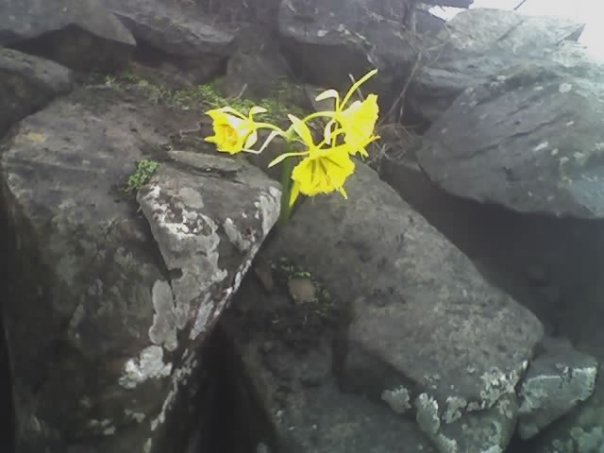
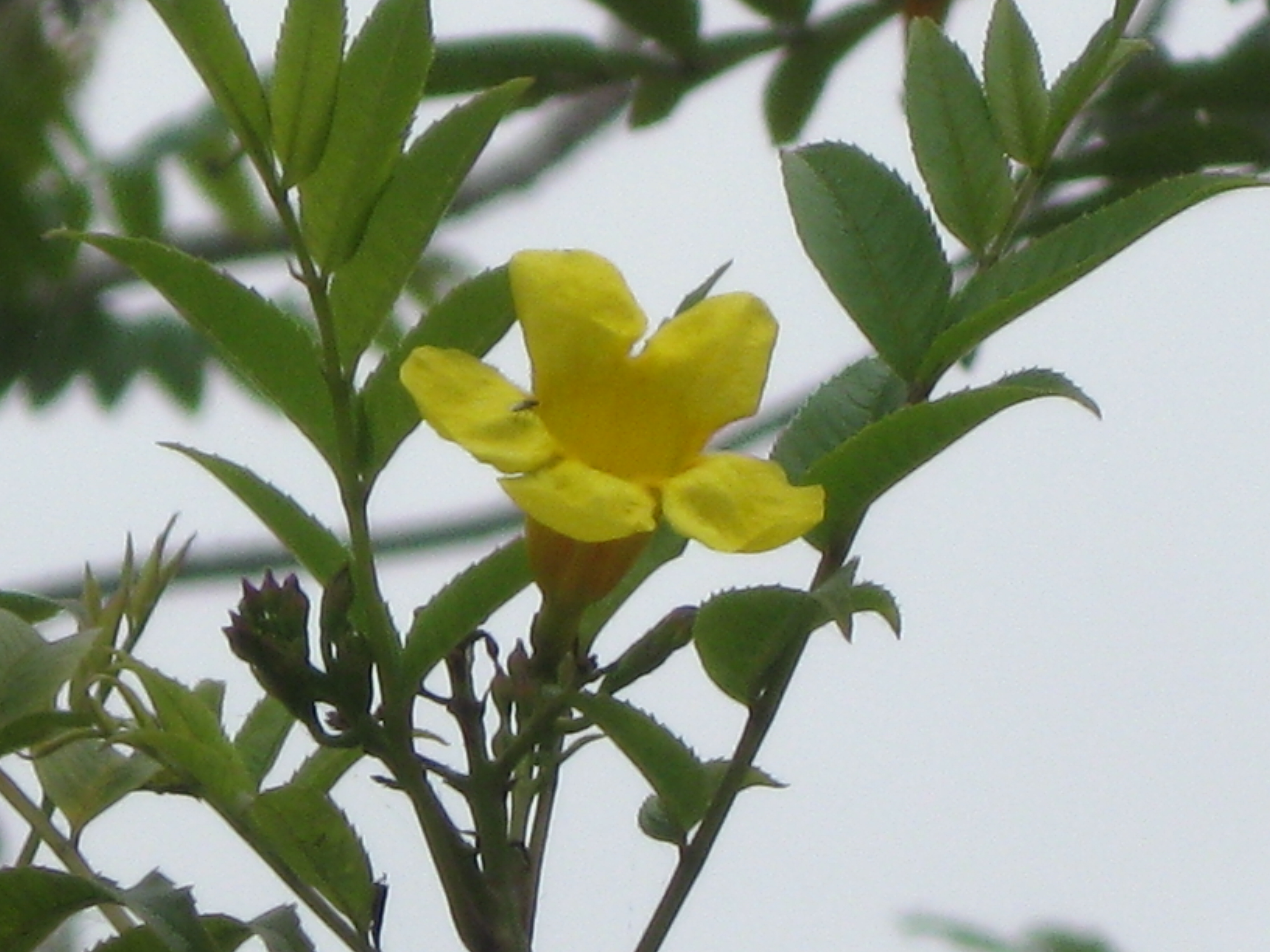
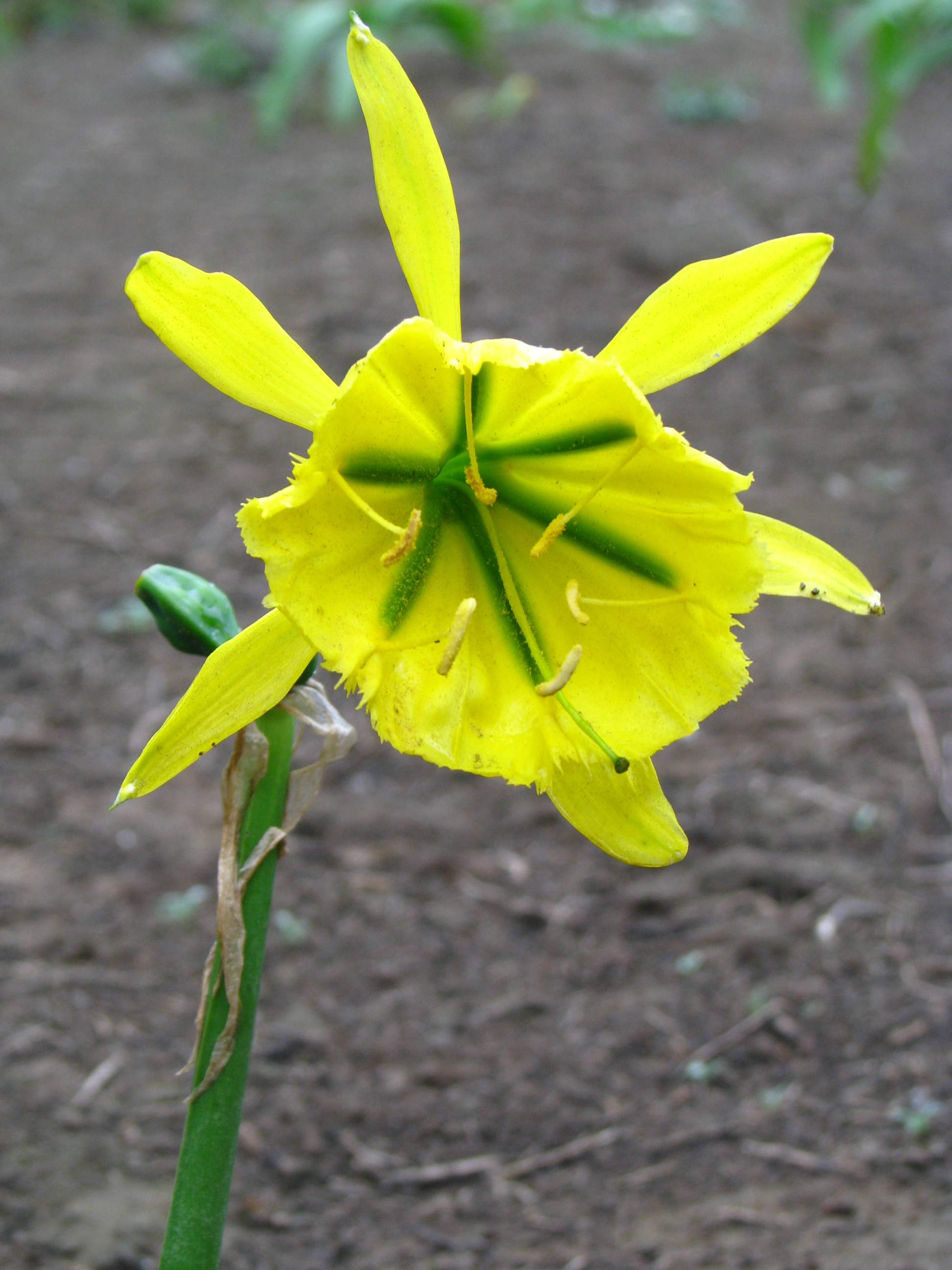
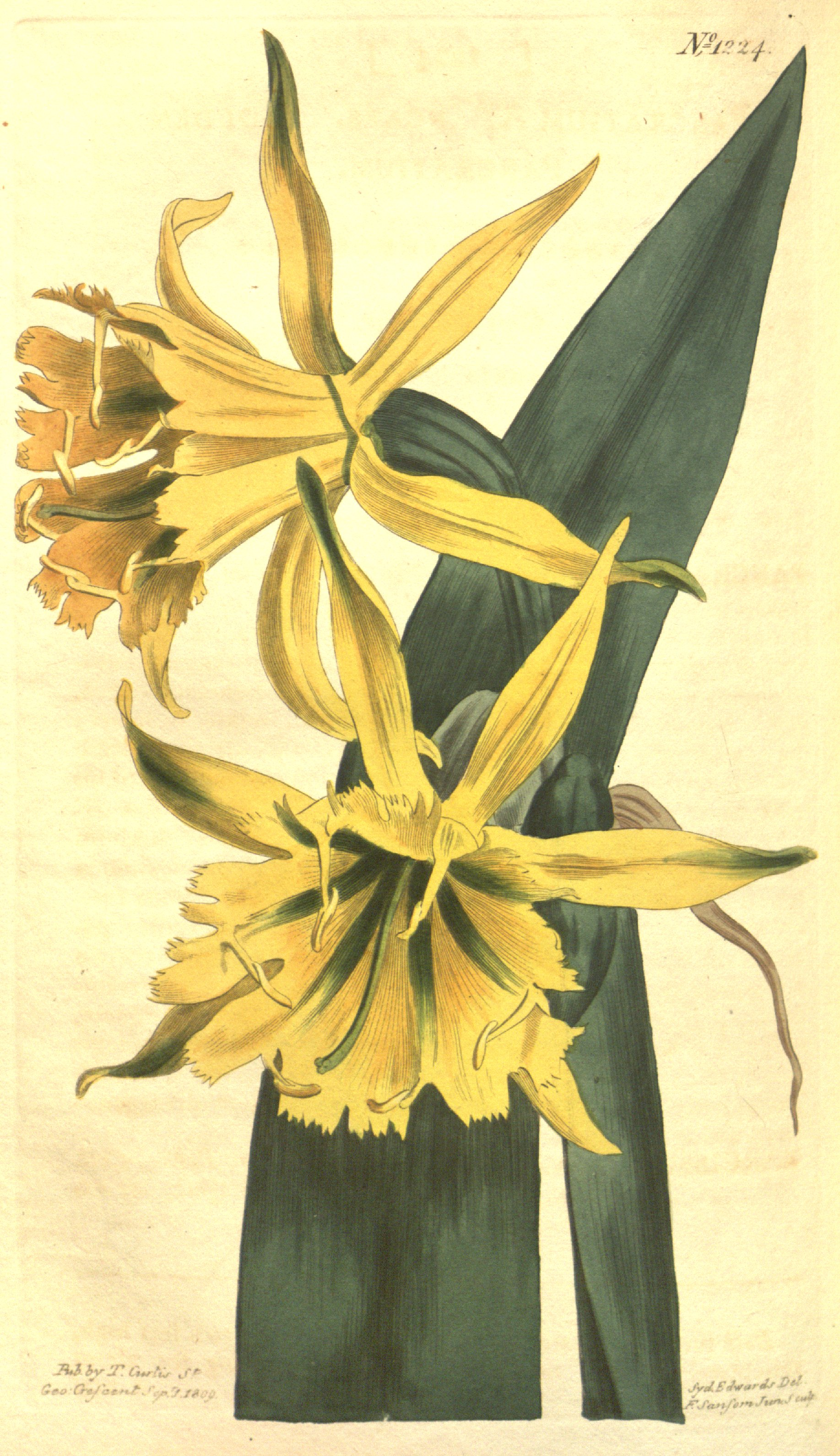
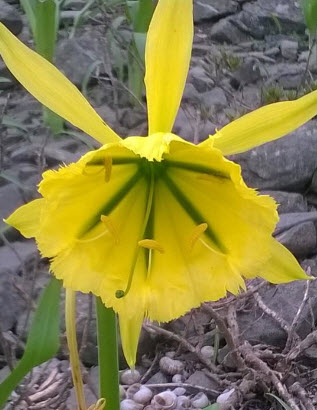

## Taxonomi
Arter enligt Catalogue of Life:
- Ismene amancaes
- Ismene deflexa
- Ismene hawkesii
- Ismene longipetala
- Ismene morrisonii
- Ismene narcissiflora
- Ismene nutans
- Ismene pedunculata
- Ismene ringens
- Ismene sublimis
- Ismene vargasii